# 比格沃特 (犹他州)
比格沃特（英文：Big Water），是美国犹他州凯恩县下属的一座城市。建市于 1958年，面积大约为6.16平方英里（16平方公里），海拔约为4,108英尺（1,252米）。根据2010年美国人口普查，该市有人口475人。